# L'Éternel Silence
Pour plus de détails, voir Fiche technique et Distribution.
L'Éternel Silence (The Great White Silence) est un documentaire anglais qui contient de brèves séquences cinématographiques prises lors de l'expédition Terra Nova de 1910–1913.
Le cinéaste principal est le photographe Herbert Ponting. À l'origine muet, le documentaire est restauré et réédité en 2011 par le British Film Institute avec une bande originale musicale de Simon Fisher Turner (en),.

## Fiche technique
- Titre original : The Great White Silence
- Titre français : L'Éternel Silence, carnet de route du capitaine Scott ou L'Éternel silence, carnet de route de Scott au pôle Sud
- Réalisation : Herbert Ponting
- Production : Gaumont British Picture Corporation
- Distribution : Film Triomphe[4] (France) ; Stoll Picture Productions (Royaume-Uni)
- Pays d'origine :  Royaume-Uni
- Genre : documentaire
- Date de sortie : 
  -  France : 24 novembre 1922[5]
  -  Royaume-Uni : 1er mai 1924

## Distribution

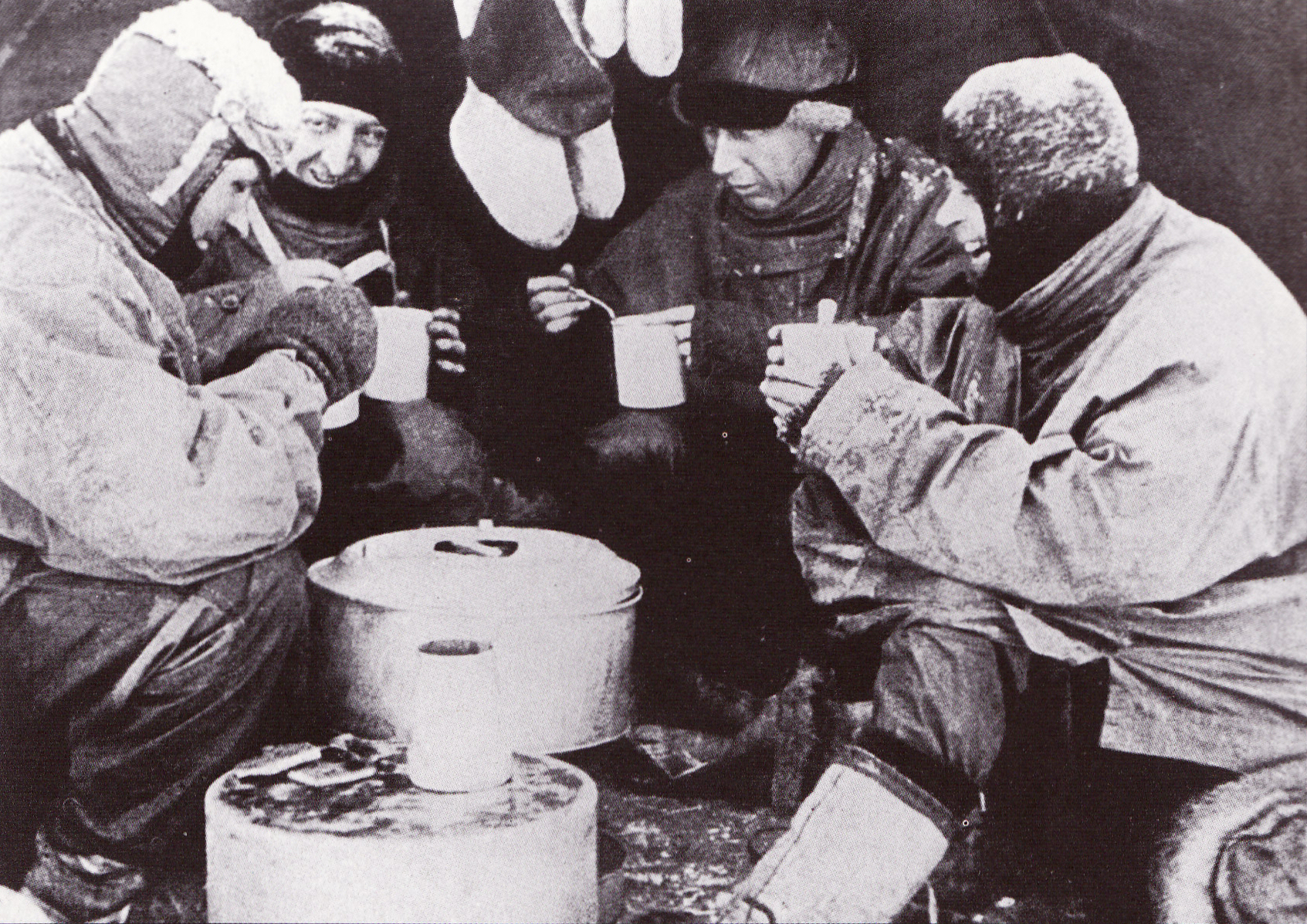
Edgar Evans, Henry Robertson Bowers, Edward Adrian Wilson et Robert Falcon Scott

- Robert Falcon Scott
- Herbert Ponting
- Henry Robertson Bowers
- Edgar Evans
- Lawrence Oates
- Edward Adrian Wilson

## Synopsis et notes de production
L'expédition Terra Nova est une tentative, faite par les gouvernements et des citoyens de ce qui était alors l'Empire britannique, pour planter l'Union Jack sur le pôle Sud au moyen d'hommes, de poneys, de chiens et de motoneiges primitives tirant des traîneaux à partir d'une base située sur la littoral de l'Antarctique. Le documentaire dépeint le chef d'expédition Robert Falcon Scott et son navire, le Terra Nova, et des hommes alors qu'ils quittent Lyttelton, en Nouvelle-Zélande, pour naviguer dans l'océan Austral et ses banquises.
Débarqué en toute sécurité sur la côte glacée de l'île de Ross, le cinéaste suit les hommes alors qu'ils installent des tentes, pratiquent le ski et se préparent pour l'exploration vers le pôle en direction du sud. Le film se termine par une séquence des explorateurs quittant leur base, et des intertitres rappelant la conclusion tragique de l'expédition. Scott et ses quatre compagnons ne sont jamais revenus du pôle.

### Directeur de la photographie pionnier

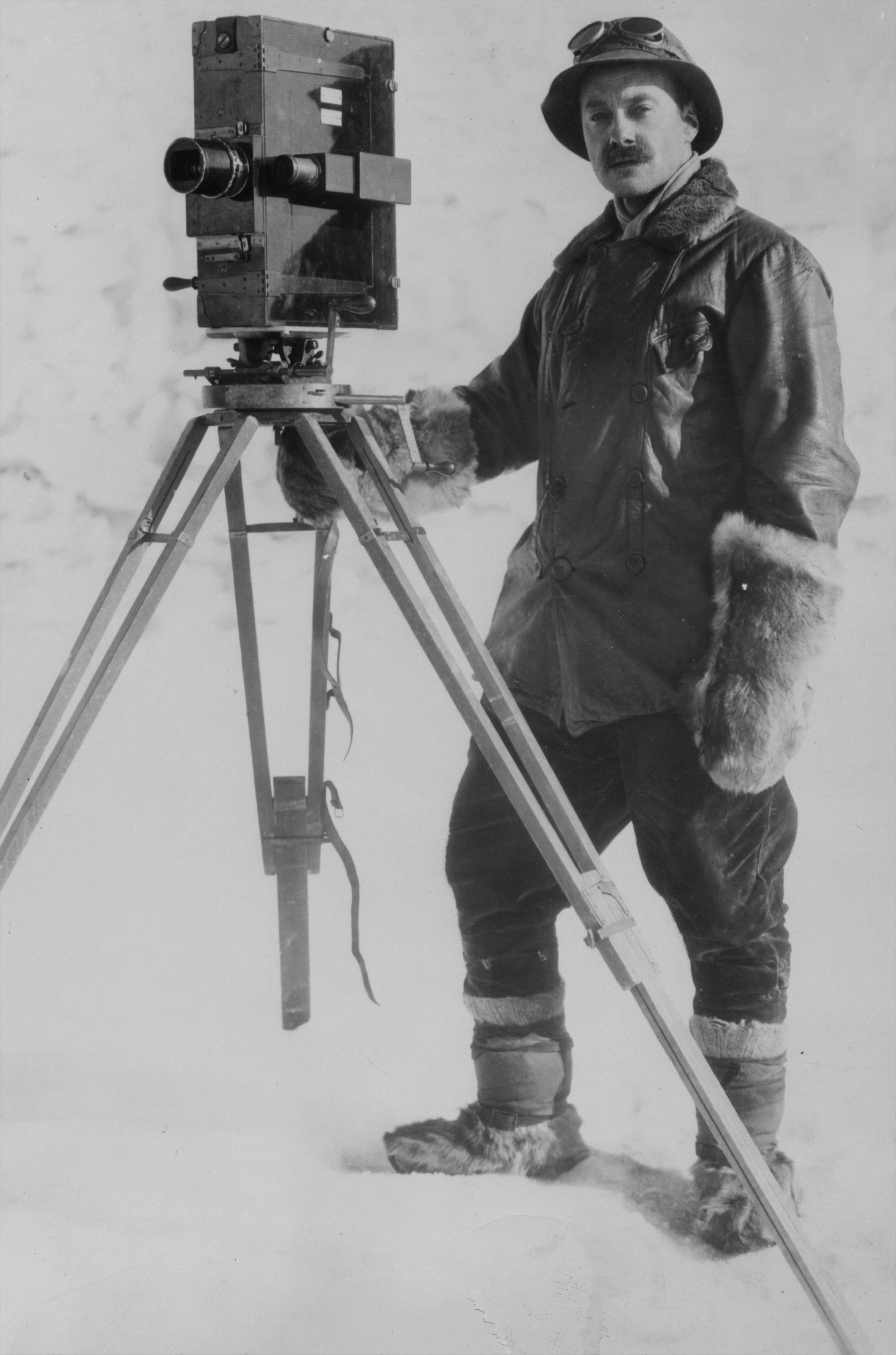
Herbert Ponting, réalisateur et directeur de la photographie du Great White Silence.

Le cinéaste Herbert Ponting est le premier photographe connu à apporter un cinématographe sur le continent antarctique et à prendre de brèves séquences filmées d'orques, de manchots Adélie, de labbes du pôle sud, de phoques de Weddell et d'autres animaux, ainsi que des explorateurs qui tentent de conquérir le continent.
Scott n'a pas demandé à Ponting de l'accompagner au pôle Sud, aussi est-il resté à la base et y a tourné des séquences de films, pour finalement retourner en Angleterre.